# Bonito (album)
Bonito è il quarto album del gruppo spagnolo Jarabe de Palo, pubblicato nel 2003. Nel disco sono presenti anche alcune influenze di samba e flamenco, quest'ultimo riscontrabile soprattutto nella traccia Corazón.

## Tracce
1. Intro – 0:35
2. Yin Yang – 3:13
3. Bonito – 4:14
4. Aún no me toca – 3:13
5. No sé estar enamorado – 4:22
6. Mira como viene – 4:47
7. Cambia la piel – 6:51
8. Bailar – 3:16
9. En conexión – 3:40
10. Las cruces de Tijuana – 3:49
11. Como peces en el agua – 3:55
12. Palabras que se esconden – 2:46
13. Camino – 3:30
14. Emociones – 3:33
15. Corazón – 6:32

## Formazione

### Gruppo
- Paù Dones - voce
- Alex Tenas - batteria
- Jordi Mena - chitarra
- Quino Béjar - percussioni

### Altri musicisti
- Jorge Rebenaque - tastiera

## Classifiche
| Classifica (2003) | Posizione massima |
| ----------------- | ----------------- |
| Argentina         | 18                |
| Belgio (Vallonia) | 47                |
| Francia           | 76                |
| Italia            | 23                |
| Paesi Bassi       | 98                |